# Little Redonda
Little Redonda est une petite île à 300 mètres de la côte nord de Montserrat aux petites Antilles. Elle ne mesure pas plus de vingt mètres de diamètre. Il ne faut pas la confondre avec l'île plus grande de Redonda, qui appartient à l'État Antigua-et-Barbuda.